# Klecewo (Gardeja)
Klecewo (deutsch Klötzen) ist ein Dorf der Landgemeinde Gardeja (Garnsee) im Powiat Kwidzyński der Woiwodschaft Pommern in Polen.

## Geographische Lage
Das Dorf liegt im ehemaligen Westpreußen, etwa sechs Kilometer südlich von Nowa Wioska (Neudörfchen) und 18 Kilometer südöstlich von Kwidzyn (Marienwerder) am Gallnauer See.

## Geschichte

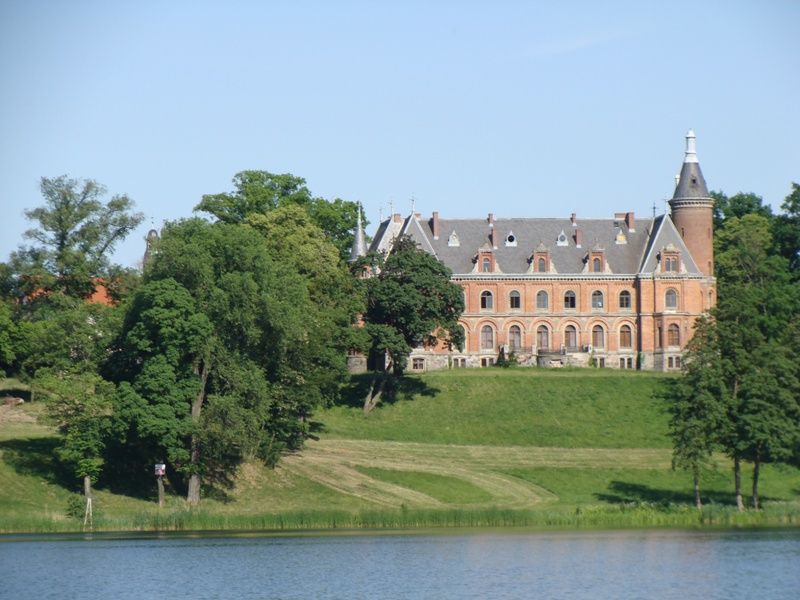
Herrenhaus des ehemaligen Ritterguts Klötzen (2011)

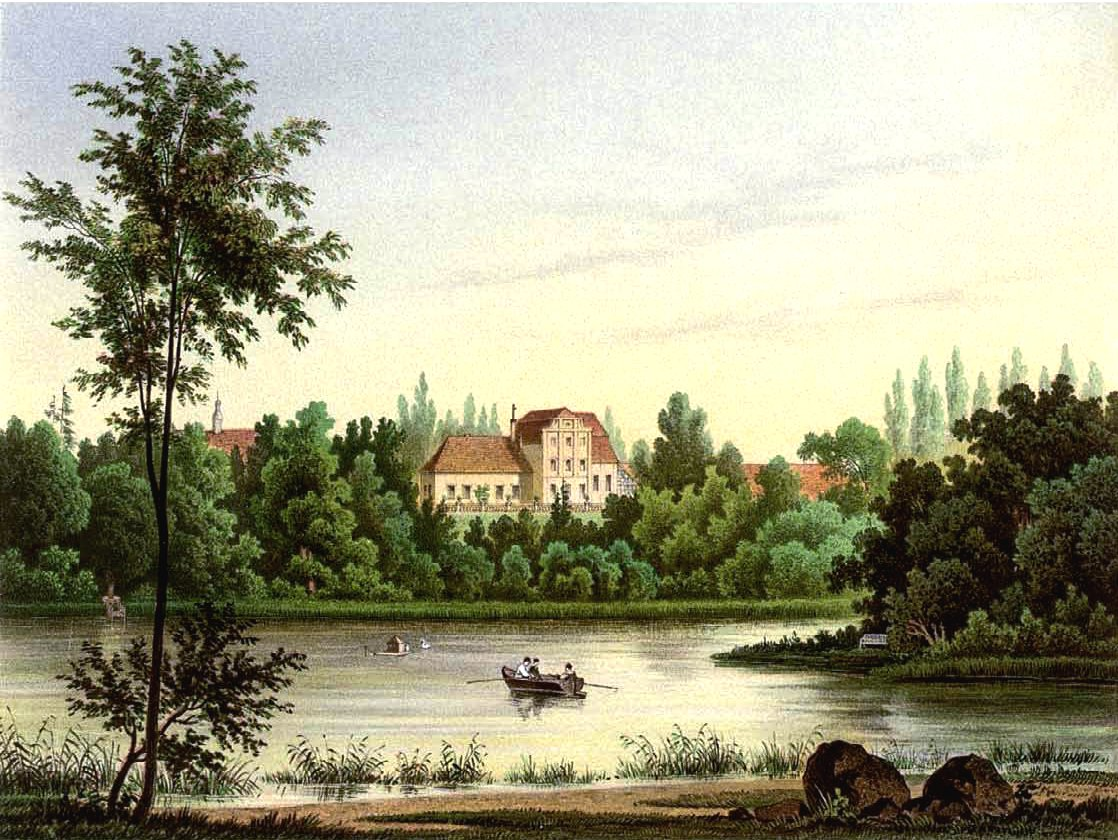
Rittergut Klötzen um 1860, Sammlung Alexander Duncker

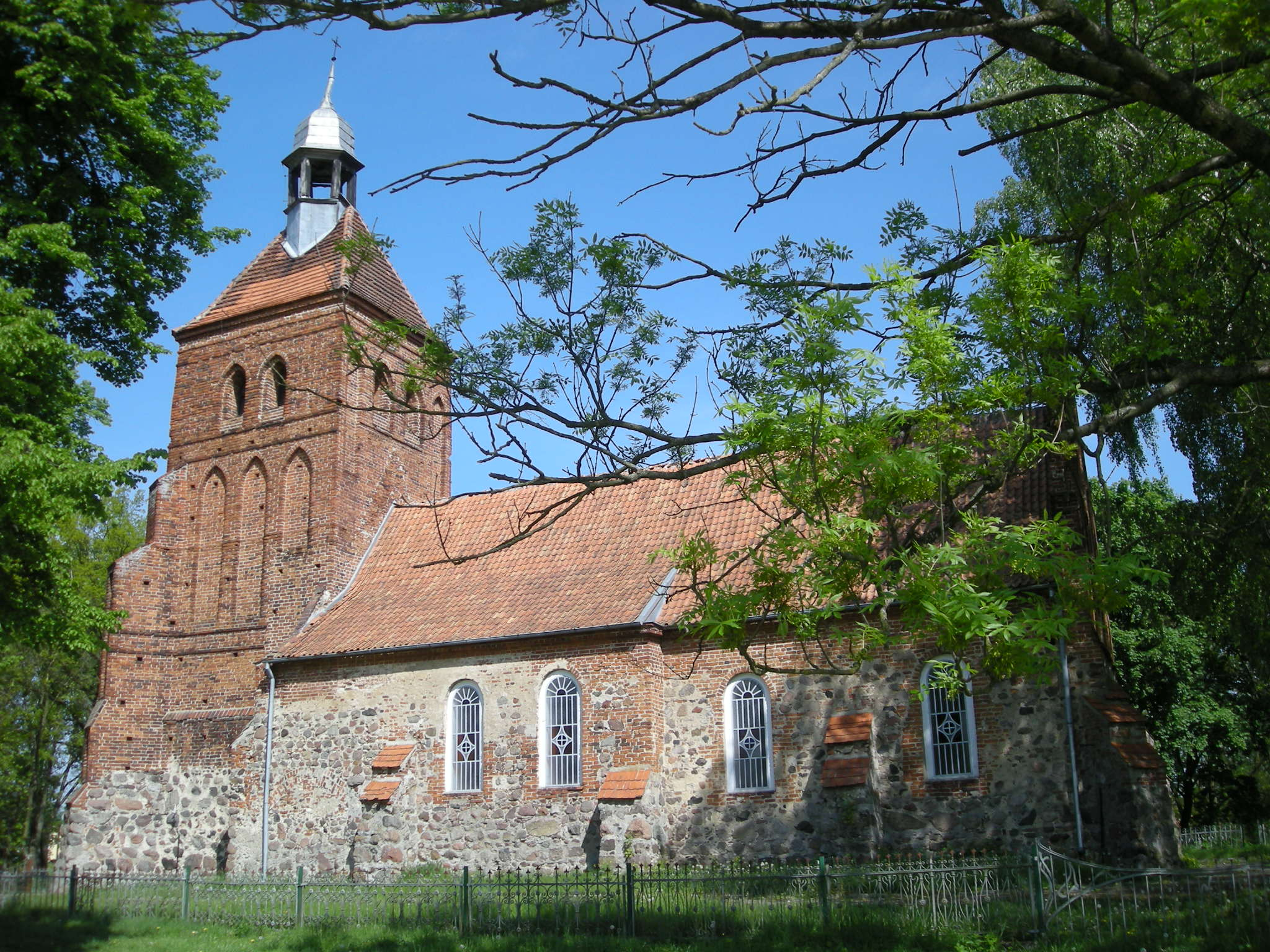
Ehemals evangelische Dorfkirche im Ortsteil Groß Tromnau (2008)

Im Jahr 1789 wird Klötzen als ein adliger Hof mit einem Vorwerk und zwölf Feuerstellen (Haushaltungen) bezeichnet. Das Rittergut befand sich in der ersten Hälfte des 19. Jahrhunderts im Besitz der Familie Rosenberg-Gruszczynski. Um 1876 saß auf dem Rittergut Klötzen der Wirkliche Geheimrat und Königliche Kammerherr Freiherr von Rosenberg. Im Deutsch-Französischen Krieg (1870–1871) hatte er zwei Neffen verloren, von denen der jüngere, der 23 Jahre alte in Gallnau geborene Max Emil Adalbert von Rosenberg-Gruszczynski (1847–1870) im Herbst 1870 in der Familiengruft auf Klötzen beigesetzt worden war.
Aufgrund der Bestimmungen des Versailler Vertrags stimmte die Bevölkerung im Abstimmungsgebiet Marienwerder, zu dem Klötzen gehörte, am 11. Juli 1920 über die weitere staatliche Zugehörigkeit zu Ostpreußen (und damit zu Deutschland) oder den Anschluss an Polen ab. In Klötzen stimmten 131 Einwohner für den Verbleib bei Ostpreußen, auf Polen entfielen keine Stimmen.
Durch Zusammenschluss der fünf Gutsbezirke
- Gallnau
- Germen
- Groß Tromnau
- Klötzen
- Warzeln

entstand 1928 die neue Landgemeinde Klötzen.
Im Jahr 1945 gehörte die Gemeinde Klötzen zum Landkreis Marienwerder im Reichsgau Danzig-Westpreußen des Deutschen Reichs.
Gegen Ende des Zweiten Weltkriegs wurde die Region Anfang 1945 nach Kämpfen mit der Wehrmacht von der Roten Armee besetzt. Im Sommer 1945 wurde Klötzen von der sowjetischen Besatzungsmacht gemäß dem Potsdamer Abkommen zusammen mit der südlichen Hälfte Ostpreußens unter polnische Verwaltung gestellt. Soweit die Einwohner nicht geflohen waren, wurden sie in der darauf folgenden Zeit aus Klötzen vertrieben.

### Demographie
| Jahr | Einwohner | Anmerkungen                                  |
| ---- | --------- | -------------------------------------------- |
| 1816 | 149       | [ 7 ]                                        |
| 1864 | 227       | davon 220 Evangelische und sieben Katholiken |
| 1871 | 630       | [ 9 ]                                        |
| 1933 | 917       | [ 10 ]                                       |
| 1939 | 879       | [ 10 ]                                       |

## Kirchspiel
Bis 1945 waren die evangelischen Kirchenglieder des Dorfs im Kirchspiel des Gutsbezirks Groß Tromnau eingepfarrt. Das Kirchengebäude entstand im Jahr 1330 und wurde 1851 umfassend restauriert. Ein Dachreiter wurde 1873 aufgesetzt. 1945 wurde das Dach renoviert.
Die heutigen Bewohner des Dorfs gehören größtenteils der römisch-katholischen Konfession an.

## Persönlichkeiten
- Horst von Rosenberg-Gruszczynski (1855–1923), preußischer Generalleutnant, wurde im Ortsteil Gallnau geboren.